# La Madeleine (Nord)
La Madeleine település Franciaországban, Nord megyében. Lakosainak száma 22 161 fő (2022. január 1.). La Madeleine Marquette-lez-Lille, Lille, Marcq-en-Barœul és Saint-André-lez-Lille községekkel határos.

## Népesség
A település népességének változása:
| Lakosok száma | 22 243 | 21 533 | 21 449 | 21 173 | 21 968 | 21 856 | 22 214 | 22 488 | 22 161 |
|               | 2013   | 2015   | 2016   | 2017   | 2018   | 2019   | 2020   | 2021   | 2022   |